# Oecomys bicolor
Oecomys bicolor is een zoogdier uit de familie van de Cricetidae. De wetenschappelijke naam van de soort werd voor het eerst geldig gepubliceerd door Tomes in 1860.